# Auburn (Dakota du Nord)
Pour les articles homonymes, voir Auburn.
Auburn est une census-designated place située dans le comté de Walsh, dans l’État du Dakota du Nord, aux États-Unis. Sa population s’élevait à 48 habitants lors du recensement de 2010.

## Démographie
| Groupe            | Auburn | Dakota du Nord | États-Unis |
| ----------------- | ------ | -------------- | ---------- |
| Blancs            | 100    | 90,0           | 72,4       |
| Autres            | 0      | 10             | 27,6       |
| Total             | 100    | 100            | 100        |
|                   |        |                |            |
| Latino-Américains | 6,3    | 2,0            | 16,7       |

Selon l'American Community Survey, pour la période 2011-2015, 100 % de la population âgée de plus de 5 ans déclare parler l'anglais à la maison.
Le revenu par habitant était en moyenne de 46 709 dollars par an entre 2012 et 2016, largement supérieur à la moyenne du Dakota du Nord (33 107 dollars), et à la moyenne nationale (29 829 dollars). Sur cette même période, aucun habitant de Auburn ne vivait sous le seuil de pauvreté (contre 11,2 % dans l'État et 12,7 % à l'échelle des États-Unis).
| 2000 | 2010 | - | - | - | - |
| ---- | ---- | - | - | - | - |
| 50   | 48   | - | - | - | - |